# Equazione di Kirchhoff
L'equazione di Kirchhoff, che prende il nome dal fisico tedesco Gustav Robert Kirchhoff, permette di calcolare la variazione di entalpia, associata a una reazione chimica, in relazione alla sua dipendenza dalla temperatura. Viene espressa nella forma
{\displaystyle \left[{\frac {\partial (\Delta H(T))}{\partial T}}\right]_{p}=\Delta C_{p}(T)=\Delta C_{p}}
dove {\displaystyle \Delta C_{p}} è la variazione di calore specifico molare a pressione costante della reazione, con
{\displaystyle \Delta C_{p}=\sum _{i}{p_{i}C_{p}}(prodotti)-\sum _{i}{r_{i}C_{p}(reagenti)}}
tenendo conto dei coefficienti stechiometrici dei prodotti {\displaystyle p_{i}} e dei reagenti {\displaystyle r_{i}}.
Dall'integrazione dell'equazione di Kirchhoff, tra le temperature assolute {\displaystyle T^{\circ }} e {\displaystyle T}, si ottiene
{\displaystyle \operatorname {\Delta } H_{T}=\Delta H_{0}+\int _{T^{o}}^{T}\Delta C_{p}dT}
{\displaystyle \Delta H_{0}} è una costante di integrazione, ricavabile applicando l'equazione per un valore di temperatura {\displaystyle T^{\circ }} per la quale {\displaystyle \Delta H} è noto (di solito questo {\displaystyle \Delta H} si ricava dai valori di entalpia molare standard di formazione tabulati a {\displaystyle 298,15\;\mathrm {K} }), e non va confuso con l'entalpia molare standard di reazione {\displaystyle \Delta H^{\circ }}.
La dipendenza della capacità termica di reagenti e prodotti viene solitamente espressa da una serie di Taylor nella temperatura {\displaystyle T}.
{\displaystyle C_{p}(T)=\sum _{i=0}^{n}a_{i}T^{i}}
dove gli {\displaystyle a_{i}} sono costanti empiriche caratteristiche per ciascuna sostanza e tabulate in letteratura specialistica.